# Davidiella allii-cepae
Davidiella allii-cepae är en svampart som först beskrevs av M.M. Jord., Maude & Burchill, och fick sitt nu gällande namn av Crous & U. Braun 2003. Davidiella allii-cepae ingår i släktet Davidiella och familjen Davidiellaceae.   Inga underarter finns listade i Catalogue of Life.